# Újhegy (városrész, Pécs)
Újhegy Pécs egyik városrésze, a megyeszékhely keleti részén. Jellemzően kertvárosias beépítésű, lakófunkciójú.

## Fekvése
A városrészt északról a Bogádi út (az 5611-es út pécsi, belterületi szakasza), nyugat felől Gyárváros, dél felől Üszög határolja; keleti szélétől alig 100-200 méterre húzódik Pécs keleti városhatára, a szomszédai abból az irányból Nagykozár (kelet felől) és Bogád (északkelet felől).
Észak–déli irányban a legfontosabb útvonala az Üszögi út (az 578-as főút, kelet–nyugati irányban pedig a Nagykozári út; érinti még az 5619-es út, mely a 66-os főutat kapcsolja össze az 578-as főúttal.
A városrészt a 4Y busz kapcsolja össze a belvárossal.

## Története
Újhegy korábban Mecsekszabolcs község külterületéhez tartozott. Újhegy szomszédságában a 20. században jelentős ipartelep jött létre (szénmosóval, szénosztályozóval), majd ide települt a Gázgyár, a Kokszmű, a Villamos Erőmű és a Brikettgyár. A 80-as években még csillével szállították a szenet Vasasról. Az itteni Palahegy és Salakhegy anyagát használta fel - részben építkezésekhez - a pécsi építőipar. A salakhegy pora szeles időben beterítette a környéket, ami miatt a köztudatban Újhegy poros területként létezett. Mára a salakhegy helyét rekultiválták, helyén ipari területet alakítottak ki.
Az utóbbi évtizedben több új utca is létesült a városrész északkeleti területén, ahol közvilágítás jelenleg még nincs.

## Nevének eredete
Az Új-hegy név a 17. század végén keletkezhetett. Akkor, amikor a falu belsőségéhez közel eső szőlőhegy betelepítése után (1680 táján) újabb területet vontak be a szőlőművelésbe. Azaz a mai Szabolcs-hegyhez képest számított valóban új hegynek a mai városrész egész területe.
Pécs határában régen szintén volt Új-hegy nevű hely. A mai Püspökszőlőnek 1747-ben Uj Hegy volt a neve. Ürögben, a patacsi határ mentén ugyancsak van egy Új-hegy nevű szőlőhegy. Az utcanevek és néhány lakó még őrzik egykori szőlőtermő terület emlékét, nevezetesen a Bor, Présház, Németh Márton és a Vincellér utca.

## Közösségi élet
A városrészen augusztus végén ünnepi napot, Újhegyi Napot, tart a helyi önkormányzat évente. Színpadi produkciókat, vetélkedőket, egyéni és csapatversenyeket tartanak a Bor utcai Szabadidőparkban. A terület egy korszerű, bekerített park, melyen egy szabadtéri színpad is áll.